# Lenka Hovorková
Lenka Hovorková (* 9. března 1992 Chrudim) je česká modelka a účastnice mnoha soutěží krásy.

## Život
Pochází z Chrudimi, kde také navštěvovala základní školu. V letech 2007–2011 studovala na SOŠ a SOU, Poděbradská 94 v Pardubicích studijní obor Kosmetické služby.
V roce 2012 se zúčastnila televizní reality show Hotel Paradise na televizní stanici Prima Love.

## Soutěže Miss
Lenka Hovorková je vítězkou soutěže Miss Jihlava Open 2010 a Miss Sympatie 2010. Kromě toho se účastnila několika soutěží krásy. Na většině z nich se umístila na předních pozicích, například na:
- Top Model 2009 – finalistka
- iMiss 2009 – semifinalistka
- Miss Pardubického kraje 2009 – vítězka
- Miss východní Čechy 2009 – vítězka[3]
- Look Bella 2009
- Miss Léto 2010 – 1. vicemiss
- Miss Princess of the World Czech 2010 – 1. vicemiss
- Miss Face 2011 – vítězka